# أماه

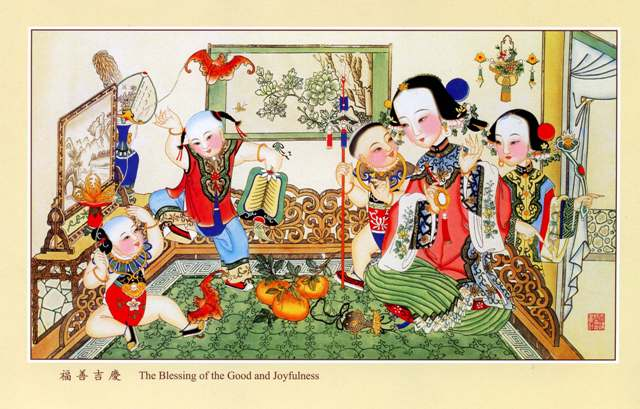

أماه في اللغة الصينية فتاة أو امراة توظفها عائلة لتربية أطفالها ولتنظيف المنزل أي خادمة.